# An Alfaya
María de los Ángeles Alfaya Bernárdez, coneguda com a An Alfaya, (Vigo, 2 de març de 1964) és una escriptora gallega.

## Trajectòria professional
Va cursar els estudis de Màster a l'Escola de Professorat de Vigo i de Criminologia a la Universitat Complutense de Madrid. Vinculada al teatre, va participar en la fundació del Teatro Avento de Vigo.
Va treballar durant un temps com a actriu de doblatge en gallec a la sèrie Os Picapedra, on va donar veu al personatge de Betty.

## Obra literària

### Narrativa
- Desventura (2003, Positivas).
- Matei un home (2005, 3C3).
- Areaquente (2009, Sotelo Blanco).
- Vía secundaria (2011, Xerais).
- Muros de aire (2015, Xerais).[3]

### Infantil i juvenil
- O maquinista Antón (1993, Bruño).
- O caderno azul (1996, Xerais).
- ¡Sireno, Sireno! (1997, Xerais).
- Bua, bua, requetebuá (1999).
- A recortada (1999, Xerais).
- O baúl de Wensel (2000, Galaxia).
- Folerpas (2000, S.M.).
- Down (2001, Edebé). Traducido ao castelán[4] en català el 2001.[5]
- A estrela volarina da torre colarina (2001, Ir Indo).
- Buguina namorada (2003).
- O cero escuro (2003, Tambre).
- A encontadora (2003, Xerais).
- Unha xanela para Cecilia (2005, Edelvives). Traduïda al castellà el 2005.[6]
- A sombra descalza (2006, Xerais). Traduïda al castellà com La sombra descalza, publicada el 2006 per Bruño[7] a l'anglès.[8]
- Zoa e Azor (2006, Tambre). Traduït al castellà com Zoa y Azor, publicat el 2006 per Edelvives.[9]
- Illa Soidade (2007, Xerais). Traduït a l'anglès el 2022.[10]
- A lenda da lúa de Montealto (2007, Sotelo Blanco).
- Os seres con raíces na cara (2007, Galaxia).
- Vacas na cidade? (2007, Galaxia).
- A ánfora exipcia (2009, Tambre).
- O aroma do liquidámbar (2012, Xerais).
- O recendo das clementinas (2013, Tambre).
- O fío vermello (2014, Xerais).
- A cea das enaguas (2016, Tambre).
- Soleando (2019). Galaxia, Col. Árbore. 88 páxs. ISBN 978-84-9151-388-9.
- O grupo (2019). Xerais, Col. Fóra de Xogo. 120 páxs. ISBN 978-84-9121-541-7.[11] ePub: ISBN 978-84-9121-574-5.
- O corazón das casas (2024). Vigo: Galaxia. Ilustracións de Mario G. Alfaya. 190 páxs. ISBN 978-84-1176-189-5.

### Obres col·lectives
- E dixo o corvo... (1997, Xunta de Galicia).
- Minirelatos (1999, Libraría Cartabón).
- Historias para calquera lugar (2001, Xerais).
- Postais do Camiño (2004, Galaxia).
- Contos de chistes, portas e sorrisos (2004, Xunta de Galicia).
- O son das buguinas (2007, Xerais).
- Educación e Paz III. Literatura galega pola Paz (2008, Xerais).
- Quéroche contar un conto (2010, Xerais).

## Premis
- Va guanyar el Premi de Teatre Infantil Generació Nós l'⁣any 1989, per Bua, bua, requetebuá.
- Premi de Teatre Infantil Geración Nós l'any 1991, per O maquinista Antón.
- Premi Merlín 1997, per Sirena, Sirena!
- Finalista del Premi de Novel·la La Voz de Galicia 2003, per I killed a man.
- Premi de novel·la curta Xulián Magariños 2004, per Vaig matar un home.
- Premi Lazarillo de Literatura Juvenil 2005, per A sombra descalza.
- Finalista del Premi Ala Delta 2006, per Zoa i Azor.
- Premi Xosé Neira Vilas 2006, per A sombra descalza.
- Premi Fundació Caixa Galicia de Literatura Juvenil 2007 per Illa Soidade.
- Premi Jules Verne 2007 per Illa de la Soledat.[12]
- Premi White Ravens el 2007, per The Barefoot Shadow.
- Llista d'Honor de l'IBBY l'any 2008, per A sombra descalza.
- Premi Frei Martín Sarmiento, per Zoa i Azor.
- Premi Manuel Lueiro Rey de novel·la curta l'any 2008, per Areaquente.
- Premi Arquebisbe Xoán de San Clemente 2010, per Areaquente.
- Premi de novel·la per entregues de La Voz de Galicia l'any 2010, per Via secundaria.
- Premi Frei Martín Sarmiento al millor llibre de 3r i 4t d'ESO l'any 2017, per A cea das enaguas.
- Premi Xosé Neira Vilas de Novel·la Curta 2017, per O home de negro[13][14]
- XII Premi Raíña Lupa de Literatura Infantil i Juvenil 2018, d'O Grupo.[15]